# Олерень
Олерень, Олерені (рум. Olăreni) — село у повіті Вранча в Румунії. Входить до складу комуни Слобозія-Брадулуй.
Село розташоване на відстані 136 км на північний схід від Бухареста, 27 км на південний захід від Фокшан, 80 км на захід від Галаца, 110 км на схід від Брашова.

## Населення
За даними перепису населення 2002 року у селі проживали 94 особи, усі — румуни. Усі жителі села рідною мовою назвали румунську.